# Eugeniusz Sąsiadek
Eugeniusz Sąsiadek (ur. 17 lutego 1929 w Żyrawie zm. 1 sierpnia 2022 we Wrocławiu) – polski śpiewak (tenor) i pedagog. Były rektor Akademii Muzycznej we Wrocławiu.

## Wykształcenie
Absolwent matematyki na Uniwersytecie Wrocławskim (1952), Państwowej Wyższej Szkoły Muzycznej we Wrocławiu (1956, klasa śpiewu Walerii Jędrzejewskiej) oraz studiów podyplomowych w Conservatorio di Santa Cecilia w Rzymie (1968).

## Działalność artystyczna
Wykonawca muzyki dawnej, pieśni romantycznych a także partii solowych w oratoriach i kantatach. Współpracował m.in. z Capella Bydgostiensis, Capella Cracoviensis i Fistulatores et Tubicinatores Varsoviences. W latach 1968–1996 prowadził zespół Complesso di Mucica Antica. W latach 1982–1984 dyrektor naczelny i artystyczny Państwowej Opery we Wrocławiu.

## Działalność pedagogiczna
Pedagog Akademii Muzycznej we Wrocławiu. Do jego uczniów należeli m.in.: Rafał Bartmiński, Joanna Cortes, Izabela Łabuda, Agata Młynarska-Klonowska, Dariusz Paradowski, Barbara Ewa Werner.
Dziekan Wydziału Wokalnego (1968-1981), prorektor (1981-1984), dziekan Wydziału Wokalno-Aktorskiego (1984-1987), rektor (1987-1990 oraz 1995). Pracował również na Akademii Muzycznej w Katowicach, gdzie był m.in. kierownikiem Katedry Wokalistyki (1999-2001).

## Działalność społeczna
Działacz Stowarzyszenia Polskich Artystów Muzyków (m.in. prezes Zarządu Głównego w  latach 1992-1997) oraz Polskiego Stowarzyszenia Pedagogów Śpiewu (inicjator powołania, prezes w latach 1988-2013, prezes honorowy od 2013). Radny Wojewódzkiej Rady Narodowej we Wrocławiu (1984-1990) i Rady Miejskiej Wrocławia (1994-2002) z ramienia Sojuszu Lewicy Demokratycznej.
Został pochowany na Cmentarzu Osobowickim we Wrocławiu.

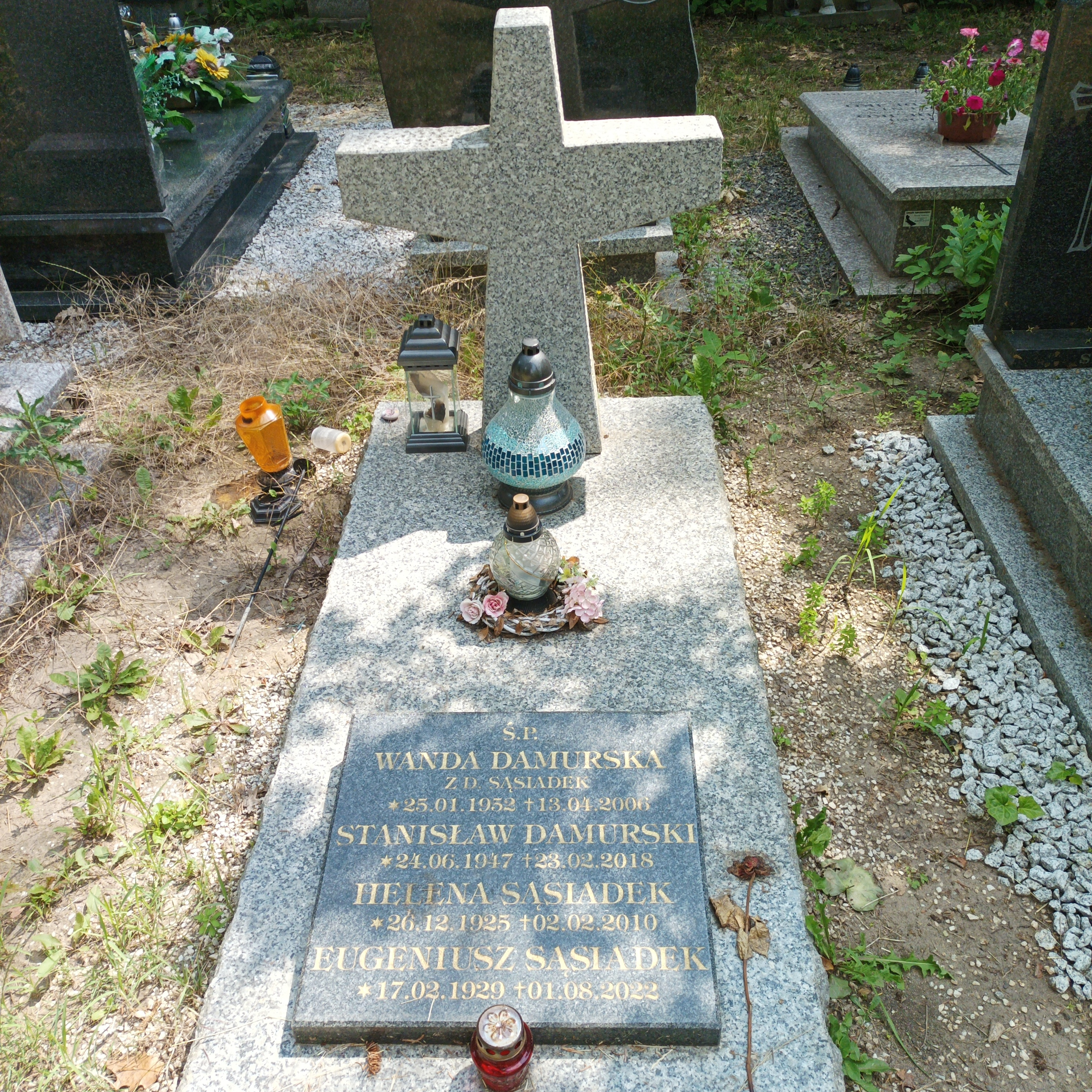
Grób prof. Eugeniusza Sąsiadka na Cmentarzu Osobowickim

## Tytuły
- profesor zwyczajny (1983)[5]
- doktor honoris causa Akademii Muzycznej we Wrocławiu (2016)[6]